# (35057) 1984 SP4
(35057) 1984 SP4 es un asteroide perteneciente al cinturón de asteroides, descubierto el 23 de septiembre de 1984 por Henri Debehogne desde el Observatorio de La Silla, Chile.

## Designación y nombre
Designado provisionalmente como 1984 SP4.

## Características orbitales
1984 SP4 está situado a una distancia media del Sol de 2,529 ua, pudiendo alejarse hasta 3,165 ua y acercarse hasta 1,893 ua. Su excentricidad es 0,251 y la inclinación orbital 5,092 grados. Emplea 1469,76 días en completar una órbita alrededor del Sol.

## Características físicas
La magnitud absoluta de 1984 SP4 es 14,7. Tiene 3,2 km de diámetro y su albedo se estima en 0,172. 